# ドナルドダック
ドナルドダック（英語: Donald Duck）は、アヒルをモチーフにしたディズニーアニメのキャラクター。本名はドナルド・フォントルロイ・ダック（英: Donald Fauntleroy Duck）。
伯父にスクルージ・マクダックとルードヴィヒ・フォン・ドレイク教授、甥っ子にヒューイ・デューイ・ルーイがおり、彼らを総称してをダックファミリーと呼ぶ。1930年代から1950年代にかけてディズニーの短編映画の多くの作品で主人公を務めた。加えてダックファミリーが登場するアニメーションには、『クワック・パック』や『ダックテイル』などがある。これらの番組はディズニー・チャンネルやディズニーXDなどで放送されている『ディズニー・コメディ・タイム』や『ミッキーマウス クラブハウス』、『ミッキーマウス!』内で視聴できる。

## 歴史
1934年6月9日、シリー・シンフォニー・シリーズの一作品である『かしこいメンドリ』で初登場。この作品では脇役としての登場であったが、その独特なキャラクターから支持を集める。同年には短編映画であるミッキーマウスの短編映画シリーズの『ミッキーの芝居見物』にてミッキーマウスと初共演を果たし、同シリーズ『ミッキーと犬泥棒』では早くもピートと戦う役どころを演じている。
それ以降、ドナルドダックの短編映画シリーズの製作が始まるなど出演作品は170本以上を数え、ミッキーマウスの出演作品数を上回っている。なお、第二次世界大戦中に製作された短編映画はプロパガンダとしての側面を持つ作品も多く、ドナルドが大日本帝国やナチス・ドイツなどの枢軸国を相手に戦っていることから、日本などの一部の国では2024年時点でも公開されていない作品も少なくない。
ドナルドの主演作品の中で『総統の顔』が1943年のアカデミー賞で短編アニメ賞を受賞した。

## 声優
原語版声優
- 初代：クラレンス・ナッシュ（1934年 - 1985年）
- 2代目：トニー・アンセルモ（1985年 - 現在）、ダニエル・ロス（『ミッキーマウスとロードレーサーズ』、『ミッキーマウス ミックス・アドベンチャー』2017年 - 現在）
- 一時期代役：サム・クワスマン（1987年のみ）

『ドナルドの夢の声』での声変わり後の声はレスリー・デニソンが演じている（吹き替え版では同一声優が声色を変えて演じている）。『ダックテイルズ』リブート版での子供時代の声はオリジナルのヒューイ・デューイ・ルーイ役だったルシー・テイラーが演じた。
吹き替え声優

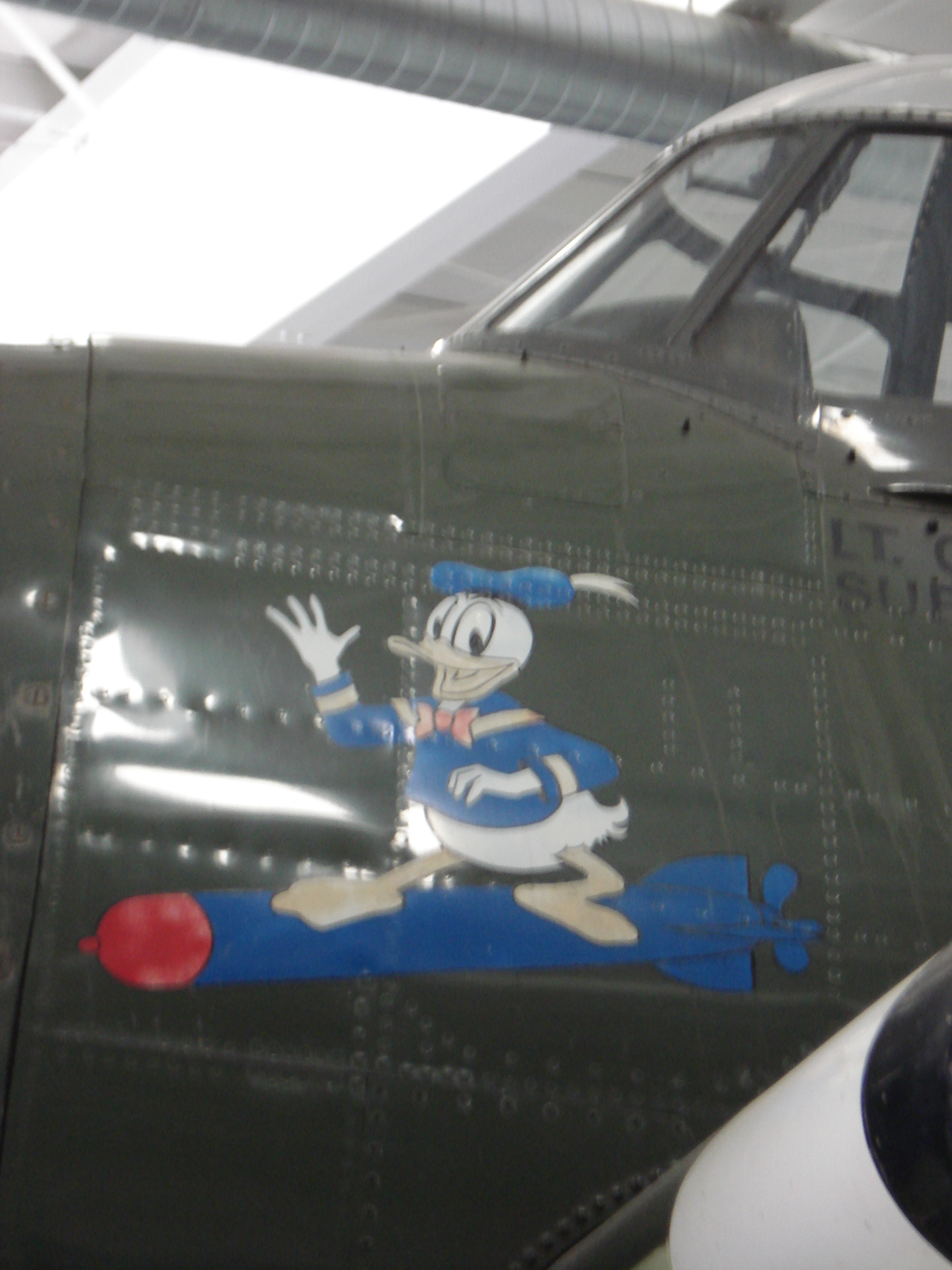
2006年、Palm Springs Air Museumにて撮影

ドナルドの特徴的な笑い声や悲鳴は、いずれの吹き替え版においても原語音声がそのまま流用されているケースが多い。
- 坊屋三郎（初代）[2][3] - 日本テレビ『ディズニーランド』（1958年 - 1959年?）
- 藤岡琢也（2代目）[2][3] - 日本テレビ『ディズニーランド』（1959年? - 1965年）、日本コロムビア版レコード
- 肝付兼太（3代目）[2][3] - 日本テレビ『ディズニーランド』（1965年 - 1972年）
- 高橋和枝（1974年）-『ディズニー・ワールド』東京12チャンネル版
- 不明（時期不明）-『ドナルドの魔法使い』（ディズニープラスで配信されている正体不明の吹き替え版）
- 山崎唯（1980年、1981年、1983年）-『三人の騎士』TBS版、『ファン・アンド・ファンシー・フリー』TBS版[4]、『ミッキーマウス・レビュー』（2009年5月25日に閉鎖）
- 関時男（1984年 - 1988年）- ポニー版・バンダイ版（廃盤）
- 不明 -『ミッキーのマジカルワールド』ポニー版・バンダイ版（廃盤）
- 緒方賢一（1984年 - 1985年）- 日本テレビ『ミッキーマウスとドナルドダック』
- 堀絢子（1985年?）- 作品不明
- 富山敬（1988年 - 1989年）- テレビ東京『わんぱくダック夢冒険』
- 龍田直樹（時期不明）- アニメの王国
- 山寺宏一（1989年 - 現在）- BVHE版
- 瀬水暁（時期不明）- エー・アール・シー版
- 小坂知裕（時期不明）- DVD『ドナルドダック　スペシャルBOX』

## 設定

### 本名
ドナルド・フォントルロイ・ダック（Donald Fauntleroy Duck）。

### 職業
ディズニー短編集では様々な職業についているが、本業はアメリカ合衆国海軍軍人である。第二次世界大戦中の従軍経験あり。『ダックテイル』（オリジナル版）のプロローグでは彼が航空母艦に配属され長期航海に出るシーンが描かれている。

### 性格
釣りとゴルフを好む。得意な楽器はマラカス。甥っ子達と生活している時は食事を作り、短編作品ではホットケーキを作りもしているので意外にも料理上手らしい。人をからかうことが好き。短気な性格であり、ディズニーキャラクターの中で喜怒哀楽が非常に激しい。また、傍若無人で自己中心的な上とても騙されやすい。かなり短気なせいなのか、口調は子供っぽいがかなりの毒舌である。
彼は気性が激しく、先項にて述べた『ハウス・オブ・マウス』内では、気に入らない相手を麻酔銃（鳥のアラカンなど）で撃ったり、同番組内で放送された『housesitter』という作品では、ピートの態度が悪かっただけで銃を構えるシーンも見受けられた（ただし、ミッキーも過去の作品で似たことをやっている）。一部の作品では悪役として登場させられたり、イタズラをしたり、ずるをしたりするため、大抵の場合はドナルド自身がしっぺ返しを食らってとことん酷い目に遭うことが多く、特にチップとデールとの共演作品ではほとんど悪役的存在として描かれ、毎回と言っていいほど散々な結末（ドナルド自身に身体・財産に被害を受けるのがほとんど）で終わる。そのため、ミッキーを始めとする共演者からは悪い印象ばかりが目立つが、根は気の良い性格でやりすぎたりすると反省したり、悲しんでいる人がいると気を遣ったりするなどの一面もある。また、短気な印象が強いが、相手があまりに強いと弱気になる小心な一面もあり、「クワックパック」や「ミッキー、ドナルド、グーフィーの三銃士」ではその部分が強調された。
トラブルメーカーなイメージが強いが回によっては平和に暮らすもしくは真面目に仕事しているにも関わらず、他者（主に甥っ子やチップとデール）にちょっかいを出されるなど必ずしも彼に非がある訳ではない。
ディズニー各作品では知らない相手に「誰だ?」と身分の上下関係なく言う。また、これを目上であるナレーターにも言う。
ライバルや宿敵は、ピート、J.ジョーンズ、グラッドスターンガンター、ケントパワーズ、フリントハートグロムゴールド、チップとデール、アルゴス、ハンフリー・ベアー、アラクアン・バード、ハチ、ビーバー、ロバ、小鳥、モグラ、ムササビ、ペリカンなど数え切れないほど存在しているが、近年の作品では親友のミッキーすらライバル視している部分が多く、クラシックシリーズでも敵対した回がいくつかあり、「ミッキーマウス・マーチ」の一部のバージョンでもたまに自分の名前を言っており、そのため二人の関係は親友というより悪友（いい意味で）に近い。
日本語吹き替え版における一人称は「僕」。しかし、ポニー版やバンダイ版などオリジナル版ではない声優は稀に「俺」や「俺様」になることがある。

### 服装
標準的な服装は上半身のみのセーラー服にセーラー帽。
初期から服に付けているものがボタンから蝶ネクタイへ変わっているものの、それ以外はあまり変わってはいない。だが、『トゥーンタウン』ではライフガードのような服装で、青地に黄色の縞模様の服になっている。『クワックパック』ではアロハシャツを着用している。普段着では下半身は何もつけていないことが多いが、入浴の時は逆に上半身裸で下半身にタオルを巻いている。

### 声
アヒルの鳴き声そのままの声を思わせる甲高く騒がしい声。アニメの中でも、ミッキーマウスやグーフィーに対して話しても一部通じず、話を聞いてもらえないことも多々ある。ドナルド本人も長年の悩みである。
ドナルドの声を扱った以下のような短編映画がある。
- 『ドナルドの夢の声』 - 男らしい声で男らしくデイジーにプロポーズするのが夢だったという描写がある。
- 『気みじかドナルド』 - 短気を克服した後にデイジーに会った際、声が変わる演出がある。
- 『ドナルドのジレンマ』 - 頭に鉢植えが落ちてきた衝撃で美声となり、世界のスーパースターとなる。この回は吹き替え版での日本語での吹き替えはされていない。
- 『ミッキーマウスとロードレーサーズ』 - 第7話の「じょおうさまのおちゃかい」で紳士になる特訓の際、お茶を飲んだドナルドの声が良くなる演出があり、その場にいたミッキーやグーフィーも驚いた。
- 『ダックテイルズ』 - 「影の戦い パート2 ダックファミリーは負けない！」でドナルドの言葉を聞き取れずに苛立ったジャイロの発明品を飲み込んだことで声が良くなり、その影響かいつになく、強気な発言をしている。

### 誕生日
1934年6月9日説
初登場した『かしこいメンドリ』が公開された1934年6月9日を誕生日と公式で発表されている。
ディズニーストアでは毎年ドナルドバースデーグッズ発売、トゥーン・ディズニー（現：ディズニーXD）およびディズニージュニアおよびディズニー・チャンネルにてハッピーバースデードナルド特番を放送される。近年ではディズニーパークでも誕生日を祝う催しがある。
13日の金曜日説
映画『三人の騎士』では13日の金曜日という設定で短編映画『ドナルドの誕生日』ではドナルドの誕生日が3月13日となっているが何故かいつも金曜日でドナルドの不幸体質もそれが原因で周囲に恵まれず、イベントや休暇先で酷い目に遭ったり、クリスマスでも良い子リストに載ってはいるが贈り物のほとんどが自身の短所を治す本と欲しいものとは言えないもが送られていた。その為か『ミッキーのマジカル・クリスマス/雪の日のゆかいなパーティー』ではへそを曲げていた。しかし、『ミッキーマウス クラブハウス』ではサンタから今まで欲しかった物をたくさん貰っていた。

### 好物
『クワック・パック』ではピーナッツバター入りガーリックトーストが好物ということになっている。主演ゲームでは、ミルクシェイクが好物という設定があった。

### その他
- 1940年代の作品のいくつか（『ミッキーの移動住宅』、『ドナルドの危機一髪』など）で、大変な危機に追い詰められた際に、キリスト教徒のような祈りではなく、仏教徒のように合掌して念仏を唱えるなど神頼みをするシーンがある。
- ドナルドは飛べないというイメージが強いが、ミッキー、プルートとアルプス登山をする『ミッキーの山登り』では、お尻の羽を抜いて回転させることで宙を舞い、ミッキーを襲っていた鳥に立ち向かっている。ビーチで鮫と一戦交えたときは、ビーチパラソルを翼のようにして鮫から逃げて行く姿でエピソードを締めくくっている。
  - 三人の騎士内で飛ぼうとするが、ドナルドだけはうまく飛べない（ホセ・キャリオカ、パンチートはうまく飛べている）。
- 『ドナルドのサインマニア』ではドナルドが有名人からサインを貰おうとスタジオに訪れるが、ドナルドを追い出そうとした警備員や有名人達もドナルドの大ファンであり、大勢でドナルドからサインを貰おうと頼んで来た。
- 母親はスクルージ・マクダックの妹のホーテンス・マクダック、父親はクックモア・ダック。ダンベラ・ダック[7]という妹[8]がおり、その子供がヒューイ・デューイ・ルーイである。
- 1990年3月10日に京葉線の全線開通式典で、ミニーマウスとともにテープカットを行っている。また、同年に開場した千葉マリンスタジアム（現・ZOZOマリンスタジアム）のこけら落とし（プロ野球オープン戦・巨人対ロッテ[9]）にもミッキーマウスと共に来場し、始球式に立ち会っている[10]。
- 60歳の誕生日を迎えた1994年6月9日、東京ディズニーランドの駐車場と公募で選ばれた一般市民の自動車1169台を用いてドナルドの地上絵が作られ、ドナルドも自動車の誘導に参加していた。
- 2004年8月9日にハリウッドの殿堂入りを果たし、ハリウッド大通りに星形プレートが埋め込まれた。
- オレゴン大学の公式キャラクターとなっている[11]。
- AFP通信によると、ドイツではドナルドがミッキーマウス以上に人気があることが2017年に報じられた。利口ぶっているミッキーと比べて、短気で不運で完璧ではないドナルドがドイツ人の共感を得たからと分析されており、ドナルドやその一族を描いたコミックは50年以上にわたってベストセラーとなっており、同年11月には第500版が刊行されている[12]。
- デビュー作である『かしこいメンドリ』のアメリカにおける著作権保護期間が同作品の公開から95年となる2029年に終了する予定であるため、同年以降はドナルド出演作品のパブリックドメインが発生することになる[13]。

## ドナルドダック効果
ドナルドの声は前述の通りきわめて特徴的だが、この声が人間がヘリウムと酸素の混合気体を吸い込んで発声したものに非常に似ているため、ヘリウムを吸い込んだときの声の変化のことを俗に「ドナルドダック効果」または「ドナルドダックボイス現象」と呼ぶ。これを実現するための気体を詰めたボンベがパーティーグッズとして市販されている。純粋なヘリウムを使用すると窒息に至る可能性があり、専用に用意された気体を使用しなければ危険である。

## ゲーム
- 1988年9月22日にファミリーコンピュータ用ゲームソフトが、コトブキシステムから発売されている。
- 1991年12月20日にはメガドライブ用ゲームソフトが、セガから発売されている。詳細は『アイラブドナルドダック グルジア王の秘宝』を参照。
- 2001年12月21日にはゲームボーイアドバンス用ソフトとして、ユービーアイソフトから『ドナルドダック アドバンス』が発売された。
- 2002年3月28日に発売されたPlayStation 2用ゲームソフト「キングダム ハーツ」を始めとしたキングダム ハーツ シリーズではディズニーキャッスルの王宮魔導士として登場。文字通り強力な魔法でグーフィーと共に主人公ソラをサポートしている。
- 他にも電子ゲームが多数発売された。
- Kinect: ディズニーランド・アドベンチャーズ